# 奈良公園
34°41′08″N 135°50′36″E / 34.68556°N 135.84333°E

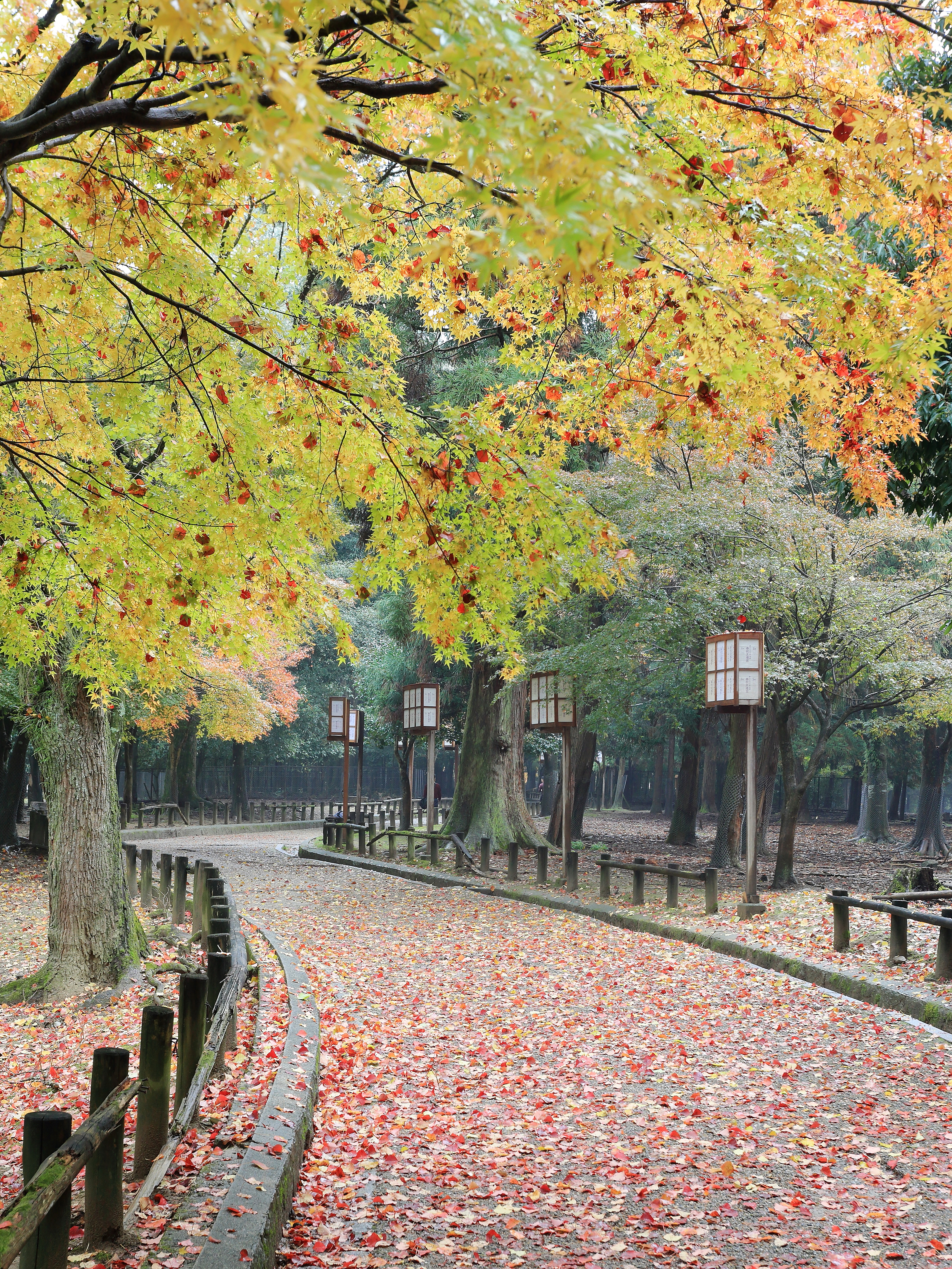

奈良公園（日语：／ Nara kōen）是日本奈良縣奈良市若草山麓的都市公園，是當地的名勝。

## 历史

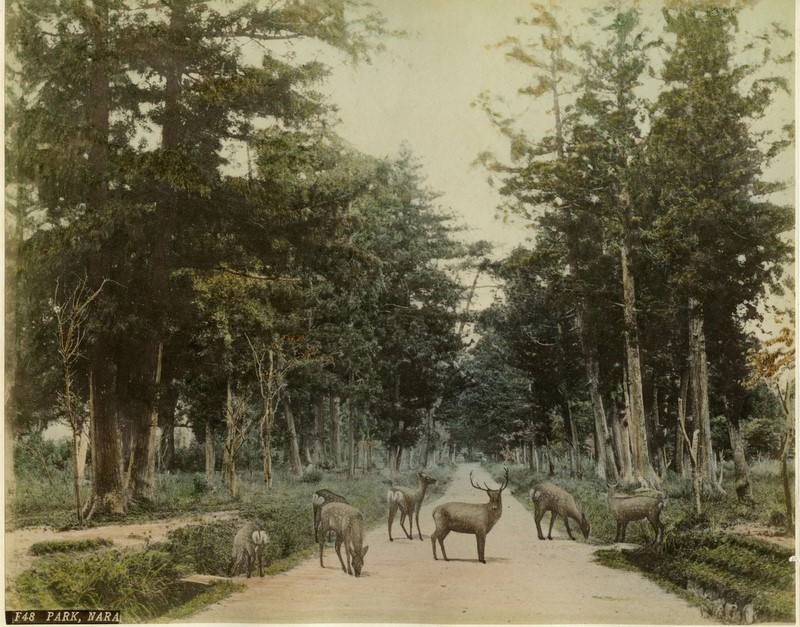
19世紀末的奈良公園

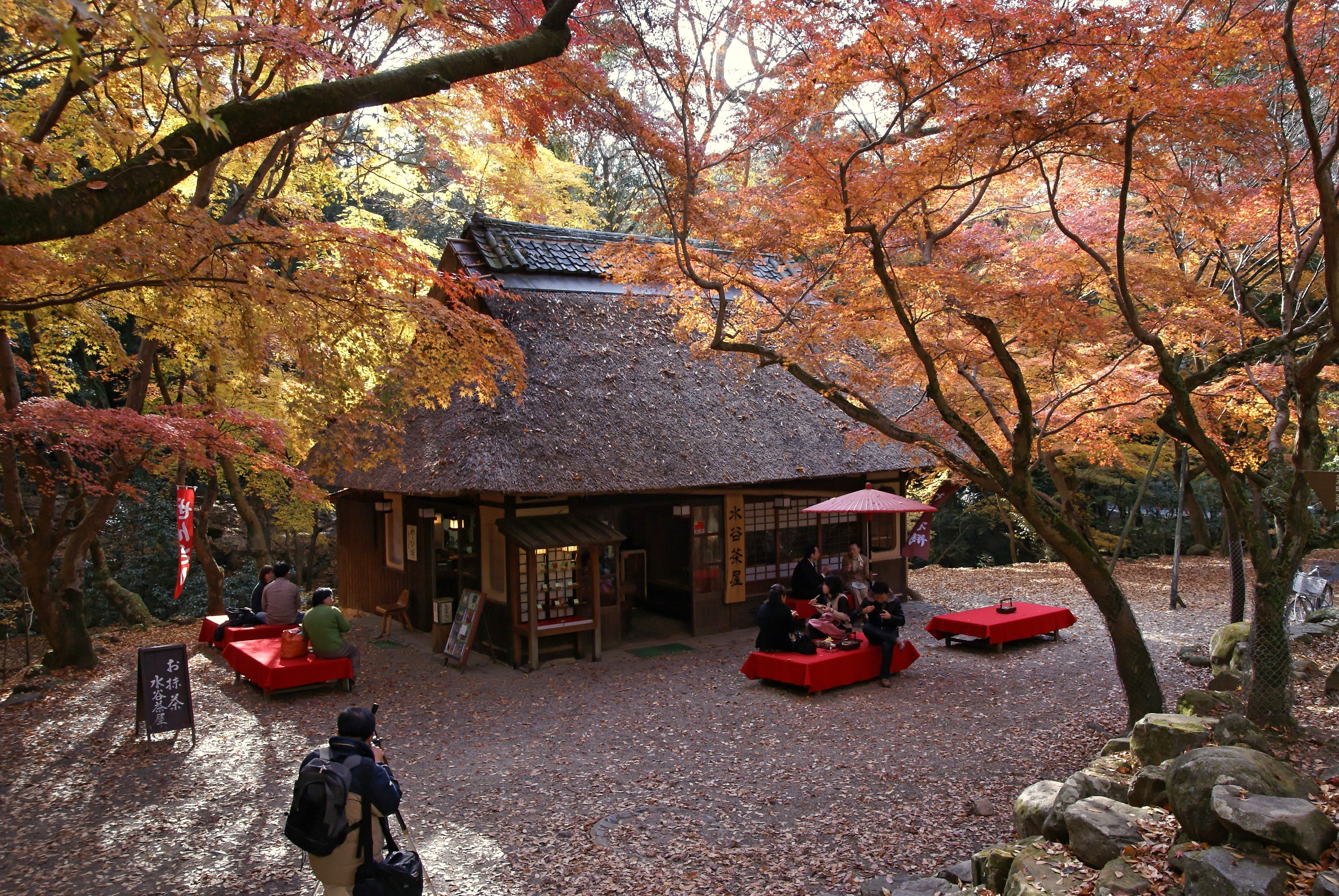
公園内的茶屋紅葉狩

依照太政官布達，在明治13年（1880年）2月14日開園。大部分是國有地，奈良縣無償借用管理。都市公園的正式名稱是「奈良縣立都市公園　奈良公園」，總面積502公頃。包含周邊的興福寺、東大寺、春日大社、奈良國立博物館等，總面積約660公頃。通常將包含周邊社寺的區域稱作奈良公園。
公園內有許多國寶指定及世界遺產登錄物件。奈良大佛、鹿（約1200頭）是奈良觀光的主要景點。還有東大寺修二會、奈良燈花會、正倉院展、春日若宮御祭等古都的行事。春天是賞櫻之熱門地點，選定為日本櫻名所100選之一，浮見堂周邊也是人氣的花見景點。
公園無塀、柵、門等阻隔設施，也不需入園費。另外，依照舊「史蹟名勝天然紀念物保存法」的名稱是「名勝奈良公園」。

## 周邊地区
- 奈良縣立美術館
- 入江泰吉舊居
- 奈良北町
- 奈良町
- 奈良女子大學附屬中等教育學校
- 奈良ホテル
- 新藥師寺
- 志賀直哉舊居
- 奈良市鴻之池總合運動場
  - 奈良市鴻之池陸上競技場

## 外部連結
- 奈良公園
- 財團法人 奈良の鹿愛護會 （页面存档备份，存于）
- 奈良公園